# Cosenza (tỉnh)
Tỉnh Cosenza (Tiếng Ý: Provincia di Cosenza) là một tỉnh ở vùng Calabria của Ý. Tỉnh lỵ là thành phố Cosenza.
Tỉnh này có diện tích 6.650 km² và tổng dân số là 733.797 người (2001). Đây là tỉnh lớn nhất vùng Calabria. Có 155 đô thị (tiếng Ý:comuni) ở trong tỉnh này  Lưu trữ ngày 7 tháng 8 năm 2007 tại Wayback Machine, xem Các đô thị của tỉnh Cosenza.
Tỉnh Cosenza có một cộng đồng nói tiếng Occitan (cũng gọi là Langue d'oc) ở [[Guardia Piemontese . Ngoài ra cũng có một cộng đồng Arbëreshë đáng kể định cư ở Ý từ thế kỷ 15-16.